# Левакша
Левакша — река в России, протекает в Вологодской области, в Тотемском районе. Устье реки находится в 19 км по левому берегу реки Толшма. Длина реки составляет 26 км.
Исток Левакши расположен в Левакшинском болоте в 10 км к югу от села Никольское и в 65 км к юго-западу от Тотьмы. Почти на всём протяжении Левакша течёт по болотам в северо-западном направлении параллельно Толшме на расстоянии 3-4 км от неё. Впадает в Толшму около деревни Соколово (Муниципальное образование «Толшменское»). Населённых пунктов на реке нет.

## Данные водного реестра
По данным государственного водного реестра России относится к Двинско-Печорскому бассейновому округу, водохозяйственный участок реки — Северная Двина от начала реки до впадения реки Вычегда, без рек Юг и Сухона (от истока до Кубенского гидроузла), речной подбассейн реки — Сухона. Речной бассейн реки — Северная Двина.
По данным геоинформационной системы водохозяйственного районирования территории РФ, подготовленной Федеральным агентством водных ресурсов: 
- Код водного объекта в государственном водном реестре — 03020100312103000007865
- Код по гидрологической изученности (ГИ) — 103000786
- Код бассейна — 03.02.01.003
- Номер тома по ГИ — 03
- Выпуск по ГИ — 0